# Lancers de Longwood
Les Lancers de Longwood (en anglais : Longwood Lancers) sont le club omnisports universitaire de l'université Longwood située à Farmville dans l'État de Virginie.